# Lymanopoda affinis
Lymanopoda affinis är en fjärilsart som beskrevs av Butler. Lymanopoda affinis ingår i släktet Lymanopoda och familjen praktfjärilar. Inga underarter finns listade i Catalogue of Life.